# Prabu
Prabu is een bestuurslaag in het regentschap Centraal-Lombok van de provincie West-Nusa Tenggara, Indonesië. Prabu telt 3751 inwoners (volkstelling 2010).